# اوا سیلورستاین
 اوا سیلورستاین (انگلیسی: Eva Silverstein؛ زاده ۲۴ اکتبر ۱۹۷۰) یک فیزیک‌دان اهل ایالات متحده آمریکا است.